# Phymatodes abietinus
Phymatodes abietinus (лат.) — вид жуков-усачей рода Phymatodes из семейства Cerambycidae (Callidiini). Эндемик России.

## Распространение
Россия: Кемеровская область, Новосибирская область, Коми, Мордовия, Чувашия, Удмуртия. Впервые был найден в лесах Западной Сибири, а спустя несколько десятков лет, в XXI веке обнаружен в Европейской части России.

## Описание
Мелкие жуки-усачи с узким телом и относительно короткими усиками. Длина от 4,5 до 6 мм, темно-бурые, ноги и усики с рыжеватым оттенком. Надкрылья с почти параллельносторонними боковыми сторонами. Личинки старшего возраста от 6,5 до 7 мм. Жуки летают в июле. Живёт на пихте. Вид был впервые описан в 1960 году русским колеоптерологом Николаем Плавильщиковым в соавторстве с М. А. Лурье.